# Anticalcaire

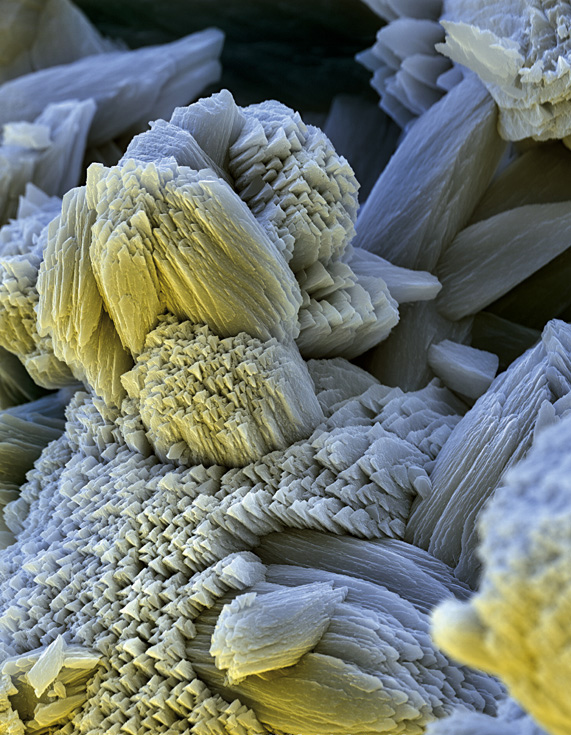
Tartre (micrographie au microscopie électronique à balayage, dimensions 64 x 90 µm).

Un anticalcaire est un dispositif ou un produit empêchant le dépôt de calcaire, ou l'éliminant, dans les canalisations, dans les appareils électroménagers, sur les surfaces visibles en contact avec l'eau, etc.

## Problèmes liés aux dépôts de calcaire
Le calcaire se compose de calcium et de magnésium, deux minéraux essentiels pour le corps humain et la santé. Malgré cela, le problème principal est celui de la formation de cristaux adhérant les uns aux autres et se fixant sur les surfaces, formant ainsi des dépôts de tartre aux propriétés destructrices telles que :
- tuyauterie bouchée ;
- chute de pression de l'eau causée par la réduction du diamètre du tuyau ;
- perte d'énergie du circuit d'eau chaude et coût important de chauffage ;
- accumulation de rouille pouvant engendrer une corrosion de la plomberie ;
- remplacement de la tuyauterie ;
- augmentation des bactéries dans l'eau potable engendrée par un dépôt de biofilm ;
- dysfonctionnement des appareils ménagers ;
- réparation à répétition ou remplacement des appareils ménagers ;
- surfaces visibles blanchâtres et ternes ;
- coût élevé des produits d'entretien corrosifs (polluant l'eau).

## Systèmes anticalcaires
Pour lutter contre ses désagréments, il est conseillé d'installer un système anticalcaire pour les régions où l'eau est dite « dure » (quantité importante de calcium dans l'eau), quantifiée par le titre hydrotimétrique.
L'amalgame est souvent fait entre anti-tartre (aucune modification chimique : ne supprime pas le calcaire mais traite son adhérence) et adoucisseur (modification chimique : rend l'eau douce en supprimant le calcaire), or les adoucisseurs ne sont qu'une des multiples solutions anticalcaire. Souvent utilisés par le passé, les adoucisseurs avec sels chimiques sont très controversés aujourd'hui car ils présentent, entre autres, de nombreux problèmes pour la santé et l'environnement : déminéralisation de l'eau potable et augmentation du sodium fortement polluant[réf. souhaitée]  et corrosif, l'eau n'a donc plus aucun bienfait pour la santé et elle peut même devenir nocive à long terme, de plus l'eau rejetée par les canalisations pollue les nappes phréatiques[réf. souhaitée] .
Il existe d'autres technologies écologiques et novatrices en adéquation avec l'environnement comme :
- les traitements physiques de l'eau par électrophorèse. Ces systèmes anticalcaire, sans modification chimique, envoient une impulsion électrique dans la tuyauterie pour générer [s]la division cellulaire des cristaux de calcaire[/s] [quoi?], et empêchent ainsi les cristaux d'adhérer entre eux et de former des dépôts de tartre[réf. souhaitée]  ;
- les traitements magnétiques de l'eau qui traitent aussi l'adhérence du calcaire [réf. souhaitée]  ;
- les osmoseurs qui déminéralisent entièrement l'eau pour la rendre « pure » mais elle n'a donc plus aucun bienfait pour la santé ; ils sont très énergivores (en moyenne quatre litres d'eau rejetés pour un litre consommé).

## Additifs et nettoyants anticalcaires
Divers produits  préventifs ou de détartrage peuvent être utilisés dans les lave-linge ou les lave-vaisselle, ils permettent de réduire ou d'éliminer les dépôts de calcaire.
L'acide citrique ou le vinaigre blanc peuvent également être utilisés pour détartrer bouilloires, machines à café, robinets, fer à repasser, cuvette des WC….